# Shinobu Ikeda
Pour les articles homonymes, voir Ikeda.
Shinobu Ikeda (池田 司信, Ikeda Shinobu, né le 5 janvier 1962 à Préfecture de Shizuoka au Japon) est un footballeur japonais. Il a été le sélectionneur de l'équipe du Japon de football féminin de 2000-2001.